# Cantonul Roquebillière
Cantonul Roquebillière este un canton din arondismentul Nice, departamentul Alpes-Maritimes, regiunea Provence-Alpes-Côte d'Azur, Franța.

## Comune
- Belvédère
- La Bollène-Vésubie
- Roquebillière (reședință)